# Buell Peninsula
Buell Peninsula är en udde i Antarktis. Den ligger i Östantarktis. Nya Zeeland gör anspråk på området.
Terrängen inåt land är kuperad västerut, men österut är den platt. Trakten är obefolkad. Det finns inga samhällen i närheten.